# 小川和也 (社会学者)
小川 和也（おがわ かずなり、1964年 - ）は、日本の歴史学者。専攻は近世日本思想史。中京大学文学部歴史文化学科教授。サントリー学芸賞、芸術選奨文部科学大臣新人賞、河上肇賞奨励賞、徳川奨励賞、他受賞。

## 人物
群馬県館林市生まれ。1988年に成蹊大学文学部文化学科を卒業し、財団法人千里文化財団に勤務。『季刊民族学』の編集者を務める。1989年株式会社平河出版社に入社し、『アジア民俗写真叢書』の編集者を務める。
2007年一橋大学大学院社会学研究科近世史専攻博士課程修了、「近世日本の国家思想と「牧民之書」」で一橋大学より博士（社会学）の学位を取得。審査員は若尾政希、渡辺尚志、池享、田崎宣義。1997年名古屋文化振興賞評論部門受賞、2007年「鞍馬天狗とは何者か」で芸術選奨文部科学大臣新人賞、第1回河上肇賞奨励賞、徳川奨励賞を受賞。
2007年桜美林大学リベラルアーツ学群非常勤講師、2008年一橋大学大学院社会学研究科特任講師・ジュニアフェロー、2010年一橋大学大学院社会学研究科特別研究員・非常勤講師、2011年4月北海道教育大学札幌校教育学部基礎学習開発専攻社会グループ准教授を経て、2014年4月より現職。
2014年、『儒学殺人事件 堀田正俊と徳川綱吉』で第36回サントリー学芸賞を受賞。この受賞作は稲葉正休による堀田正俊刺殺事件を扱い、刺殺は将軍綱吉の密命によるものとしている。小谷野敦は同書のアマゾンレビューで、この説は海音寺潮五郎が昭和初年に出したもので、小川がそのことに触れていないのは大いなる欠陥だと述べている。

## 著書
- 『鞍馬天狗とは何者か 大佛次郎の戦中と戦後』（藤原書店 2006年7月）
- 『牧民の思想 江戸の治者意識』（平凡社選書 2008年8月）
- 『大佛次郎の「大東亜戦争」』（講談社現代新書 2009年10月）
- 『文武の藩儒者秋山景山』（角川叢書 2011年2月）
- 『儒学殺人事件 堀田正俊と徳川綱吉』（講談社 2014年4月）